# 마티아스 비냐
마티아스 니콜라스 비냐 수스페레기(스페인어: Matías Nicolás Viña Susperreguy, 1997년 11월 9일 ~)은 우루과이의 축구 선수로, 현재 캄페오나투 브라질레이루 세리이 A의 플라멩구에서 뛰고있다. 포지션은 레프트 백이다.